# Effloreszenz
Als Effloreszenz (veraltet Hautblüte; von lateinisch efflorescere „erblühen, aufblühen, sprießen“) wird in der Dermatologie ein Grundelement krankhafter Hautveränderungen bezeichnet. Die Effloreszenzenlehre entstand schon im 17. Jahrhundert. Man unterscheidet zwischen Primär- und Sekundäreffloreszenzen.

## Primäreffloreszenzen
Primäreffloreszenzen sind die unmittelbar aus dem krankhaften Prozess in der Haut entstehenden Veränderungen. Da sie nicht durch sekundäre Veränderungen „verfälscht“ sind, haben sie einen höheren diagnostischen Wert als sekundäre Veränderungen. Als Primäreffloreszenz können auftreten:
- Macula: eine umschriebene Farbveränderung im Hautniveau ohne Konsistenzveränderung.
- Plaque[1]: Gleichförmige Erhabenheit der Haut mit scharfer Begrenzung und einer glatten oder rauen Oberfläche
- Papula (Papel, Knötchen)[2]: kleine (<0,5 cm), gut abgrenzbare, tastbare Erhabenheit, die über das Hautniveau reicht.
- Nodulus (Knötchen): wie Papel, jedoch größer (0,5–1,0 cm).
- Nodus (Knoten)[3]: wie Nodulus, jedoch größer (>1 cm).
- Vesicula (Bläschen): Vorwölbung der Haut durch Flüssigkeitsansammlung (Serum, Blut) in den verschiedenen Hautschichten.
- Bulla (Blase): mehr als linsengroßer, oft mehrkammeriger Hohlraum. Es wird in subkorneale, intraepidermale und subepidermale Blasen unterschieden.
- Pustula (Pustel, Eiterbläschen): mit Eiter gefülltes Bläschen oder Blase.
- Urtica (Quaddel): durch Histaminausschüttung hervorgerufene, flächenhafte, weiche, ödematöse Erhabenheit von blasser bis hellroter Farbe, die zumeist mit einem Juckreiz einhergeht.
- Komedo (umgangssprachlich Mitesser genannt): meist dunkelgefärbter Hornpfropf, der den Ausgang des Follikelkanals verschließt
- Zyste: durch Gewebe abgekapselter Hohlraum mit flüssigem Inhalt

## Sekundäreffloreszenzen
Sekundäreffloreszenzen sind Veränderungen, die durch hinzukommende krankhafte Prozesse gekennzeichnet sind oder durch Selbstschädigung (z. B. Kratzen) aus Primäreffloreszenzen entstehen. Für den Arzt sind Sekundäreffloreszenzen weniger aussagekräftig, da der eigentliche krankhafte Prozess überlagert sein kann und die gleiche Sekundäreffloreszenz aus verschiedenen Primäreffloreszenzen entstehen kann. Zu den Sekundäreffloreszenzen gehören:
- Squama (Hautschuppe): mit bloßem Auge sichtbare Aggregation von Korneozyten.
- Crusta (Kruste, Borke): Auflagerung von getrocknetem Sekret.
- Cicatrix (Narbe): neu gebildetes, fasriges Bindegewebe als Ersatz eines Hautsubstanzverlustes
- Erosion (Abschürfung): bis maximal zur Lederhautgrenze reichender Verlust der oberen Epidermiszelllagen, die narbenlos abheilen können.
- Exkoriation: Erosion, die alle Schichten der Epidermis betrifft. Eine narbenlose Abheilung ist ebenfalls möglich.
- Rhagade (Schrunde): schmale, spaltförmige Durchtrennung aller Schichten der Epidermis.
- Ulcus (Geschwür): tiefe Gewebszerstörung mit narbiger Abheilung.
- Atrophie: Schwund von Haut und Hautanhangsgebilden

- Lichenifikation: Verdickung der Haut bei chronischen Hauterkrankungen
- Tyloma (Hornschwiele): abgegrenzte Verdickung mit verstärkter Verhornung und Haarverlust
- Hyperpigmentierung: verstärkte Einlagerung des Hautpigments Melanin
- Hypopigmentierung: verminderte Pigmentierung, vor allem der Haare der betroffenen Hautstelle